# Time (宇多田光單曲)
Time是日本創作歌手宇多田光的數碼單曲，於2020年5月8日由日本史诗唱片跟日本索尼音樂娛樂發行。歌曲為日本電視台週日連續劇《美食偵探 明智五郎》的主題曲，由宇多田創作並與小袋成彬聯合製作。歌曲的音樂風格為節奏藍調跟流行，特徵為在十六分音符的後一分加入小鼓聲，以產生節拍上的黏稠感。歌曲講述一對互相扶持的友人，而愛上對方的其中一方將無法得到回應的愛意暗藏心底。
歌曲的音樂錄影帶由安東尼·加迪斯與埃里克·蒂爾福德共同導演，製作受到2019冠狀病毒病疫情影響而全程在宇多田的家中拍攝。錄影帶概念為將「現實世界」跟「幻想世界」融合，並加入類似動畫《午夜福音》的蒸汽波效果。2022年1月19日，宇多田在預先錄影的付費串流演唱會「Hikaru Utada Live Sessions from Air Studios」上現場表演歌曲。
Time於發行前後獲得樂評家正面評價，包括讚賞稍顯輕快俏皮感的音樂製作，以及表現出宇多田的音樂不可或缺的緊張跟輕鬆。歌曲在發行首週以3.2萬首下載量空降Oricon單曲下載榜冠軍，成為宇多田自初戀後於該榜首支冠軍單曲。歌曲其後亦獲得日本唱片協會的單曲下載金唱片認證。

## 背景與發展
Time為日本電視台週日連續劇《美食偵探 明智五郎》的主題曲，也是宇多田光首次為該電視台的連續劇獻唱歌曲。宇多田在接到主題曲的邀約後特意閱讀東村明子的原著漫畫，以理解作品的世界觀創作歌曲。在創作初期，宇多田曾把歌曲的樣本播放給同樣在倫敦定居的音樂製作人兼歌手小袋成彬聆聽，小袋聽過後非常感動並表示希望參與歌曲的製作。二人於共同製作的過程中在保持節奏跟製作模式的情況下為歌曲進行微調，最終花了四至五個月時間完成歌曲。
2020年4月6日，官方公佈新曲Time作為同年春季日劇《美食偵探 明智五郎》主題曲的消息，並在4月12日播放的劇集首集中公開歌曲的片段。在首集播放完結後，宇多田的官方YouTube頻道隨即公開了歌曲的短版試聽片段。歌曲其後於同年5月8日作為數碼單曲發行，為宇多田於2020年發行的首支單曲，也是她自2019年的Face My Fears後，相隔超過一年的新單曲。

## 詞曲
Time是以極簡的編曲與多變的節拍為特徵的節奏藍調跟流行歌曲。歌曲全長4分57秒，以F大調創作，每分鐘達100拍。歌曲主要以數碼鋼琴的和弦以及808風格的機械節拍編曲，並在十六分音符的後一分加入小鼓的聲音，使歌曲的節拍稍為產生黏稠感。歌曲在進入尾聲前出現沒有節拍的部分，其後原本後延的小鼓聲則回到節拍的軌跡上。然而小鼓聲在歌曲完結前再次脫離軌跡，並以更加錯亂的方式演奏。歌曲亦以具特徵性的方式加入打擊樂器，包括腳踏鈸與沙鈴於歌曲加入的位置。
歌曲講述一對友誼深厚的友人在各自消沉的時期互相支持對方，但其中一方卻逐漸於心內埋藏著對另一方無法得到回應的愛意。歌詞的內容被認為跟連續劇《美食偵探 明智五郎》存在關連，反映出主角明智五郎與抹大拉的瑪莉亞之間的不穩定關係。歌曲亦以簡易的文字普遍地寫出任何人都曾在戀愛中經歷的悲傷。

## 專業評價
MuuMuse的布拉德利·斯特恩讚賞Time的製作中稍顯的輕快俏皮感，對於她自復出後的兩張專輯後再次轉向更光明跟輕鬆的領域感到高興，並認為當下的世界都更需要這種特質。他也從歌曲的節奏藍調風格回想起宇多田出道初期的作品，並認為溫暖的電子氣氛讓人想起HEART STATION跟朋友等作品。
《Real Sound》的白原健一讚賞歌曲的魅力源自於表現出宇多田的音樂不可或缺的緊張跟輕鬆。他認為即使這對宇多田來說可能只是出於本能的動作，但這種調音方式再次造就出一首傑作。他亦覺得即使本身不是她的歌迷，仍然能夠在透過聆聽歌曲的本質而獲得充滿意義的時刻。
《Rockin'On》的高橋智樹認為Time帶有的空氣感跟過往重視以真實樂器製作的《Fantôme》、《初戀》，以及以電子音樂為主的Face My Fears都各有相異，而是表現出「承擔著都市中的猥雜與華麗、作為『流行樂象徵』的宇多田光」的回歸。他亦認為對於瞭解音樂核心的人來說，歌曲帶有一種難以抵抗的吸引力。

## 商業成績
Time於發行當週以超過3.2萬下載量空降Oricon公信榜的單曲下載排行榜冠軍，成為宇多田光自2018年的初戀後於該榜的首支冠軍單曲。歌曲亦同時空降Oricon單曲串流排行榜第16位，以及單曲合算排行榜第4位。歌曲也在發行當週空降《告示牌》日本百强单曲榜第7位、歌曲下載排行榜第1位，以及歌曲串流排行榜第18位。歌曲其後獲得日本唱片協會的單曲下載金唱片認證，代表下載量達到10萬次。
在其他地區，Time於發行當週空降美國《告示牌》世界單曲暢銷榜第16位，以及空降台灣HITO日亞排行榜第1位。

## 音樂錄影帶
Time的音樂錄影帶由安東尼·加迪斯與埃里克·蒂爾福德共同導演，此前他們亦曾拍攝麥克·米勒的Good News跟Everybody等歌曲的音樂錄影帶。受到2019冠狀病毒病疫情而讓倫敦封城的影響，拍攝工作全程在宇多田於當地的家中完成。錄影帶的後期製作於洛杉磯進行，而歌手的所屬廠牌則位於日本，因此工作分別於三個國家遠端進行。考慮到疫情傳播的風險，錄影帶的現場拍攝人員精簡至兩女一男，並在兩天的拍攝期均進行檢疫。由於其中一位男性工作人員在參與第一天拍攝後並未能現身，因此最終只能在剩下其餘兩名女性工作人員協助的情況下完成第二天的拍攝。
加迪斯跟蒂爾福德表示錄影帶的製作在世界處於混亂期間的嚴峻時刻展開，因此希望盡量製作出正面的作品。錄影帶的概念為將「現實世界」跟「幻想世界」融合，以反映出隱藏在歌詞深處的意義。二人亦將「居家的模樣」、「製作作品的模樣」、「置身於時間流逝的孤獨模樣」、「逃避現實的幻想」等讓人感覺親密的宇多田穿插在錄影帶裡。他們亦指錄影帶以視像形式將音樂跟創造力如何將人連接至完全不同的次元的時間與空間表現出來。錄影帶以柔和的燈光作為背景，而宇多田家中大廳的沙發以及房間其他佈局亦出現在影片中。影片的中段開始加入虛擬視覺效果跟背景，包括類似動畫《午夜福音》的蒸汽波效果。影片亦將歌曲長度縮短，包括刪掉歌曲的第二段跟尾聲，使長度比起歌曲原長度短約1分20秒。
Time的音樂錄影帶在距離歌曲發行約兩個半月後的2020年7月28日於YouTube以首播形式公開。截至2022年7月，影片已錄得超過520萬次播放量。

## 宣傳與表演
在Time正式數位發行前，官方在連續劇播放第二集後開始舉行抽選作品原創T恤的活動，在所有參與活動的合資格抽選者中選出200名贈送印刷作品封面的T恤。此活動在歌曲發行後亦於台灣跟香港地區舉辦，分別改以不同的參與方式抽選一樣的限量T恤。歌曲的歌詞網站亦在發行當天開設，供歌迷瀏覽歌曲的全編歌詞、宇多田親自翻譯的英語版本歌詞，以及在社交媒體分享感想的功能。網站其後獲「CSS網頁設計獎」頒發「HOME PAGE OF THE DAY」一獎。2020年5月10日，宇多田在個人Instagram舉行的直播節目「請問光前輩」第二集中邀請連續劇《美食偵探 明智五郎》的主角中村倫也進行連線對話，並在直播的結尾播放了歌曲。
2022年1月19日，她在預先錄影的付費串流演唱會「Hikaru Utada Live Sessions from Air Studios」上現場表演Time。

## 歌曲列表
| 線上下載 串流媒體 [ 6 ] | 線上下載 串流媒體 [ 6 ] | 線上下載 串流媒體 [ 6 ] |
| 曲序                    | 曲目                    | 时长                    |
| ----------------------- | ----------------------- | ----------------------- |
| 1.                      | Time                    | 4:57                    |

## 製作名單
製作名單來自Time官方短版音樂帶於YouTube的說明文字。
錄音室
- 聲樂錄製（文化村錄音室）
- 混音（皮爾斯之房）

參與人員
- 宇多田光 – 詞曲創作、全聲樂、鍵盤、編程、製作
- 小袋成彬 – 鍵盤、編程、製作
- 喬迪·米林納 – 穆格低音合成器、朱諾襯底合成器
- 史特夫·菲茲莫賴奇（英语：Steve Fitzmaurice） – 混音
- 小森雅仁 – 聲樂錄製
- 戴倫·希利斯 – 附加錄製、附加鼓編程

## 銷售榜單
| 週榜單（2020年）                 | 最高 位置 |
| -------------------------------- | --------- |
| 日本（Oricon單曲下載排行榜）     | 1         |
| 日本（Oricon單曲串流排行榜）     | 16        |
| 日本（Oricon單曲合算排行榜）     | 4         |
| 日本（《告示牌》日本百强单曲榜） | 7         |
| 日本（《告示牌》歌曲下載排行榜） | 1         |
| 日本（《告示牌》歌曲串流排行榜） | 18        |
| 美國（《告示牌》世界單曲暢銷榜） | 16        |
| 台灣（HITO日亞排行榜）           | 1         |

| 年榜單（2020年）                 | 位置 |
| -------------------------------- | ---- |
| 日本（Oricon單曲下載排行榜）     | 44   |
| 日本（《告示牌》歌曲下載排行榜） | 44   |
| 台灣（Hit FM年度百首單曲）       | 64   |

## 認證
| 地區                 | 认证 | 认证单位/销量        |
| -------------------- | ---- | -------------------- |
| 日本（日本唱片協會） | 金   | 100,000（單曲下載）* |
| *僅含認證的實際銷量  |      |                      |

## 資料來源
1. 1 2 3  . Tower Records. 2020-04-06  [2020-10-17]. （原始内容存档于2022-04-30） （日语）.
2. 1 2  出自宇多田光Instagram直播節目「請問光前輩」於2020年5月10日直播的第2集
3. ↑  . . 2020-04-13  [2020-10-17]. （原始内容存档于2022-04-30） （日语）.
4. ↑  . Oricon. 2020-04-06  [2020-12-17]. （原始内容存档于2022-04-30） （日语）.
5. 1 2 3  imdkm. . imdkm.com. 2020-05-07  [2020-08-30]. （原始内容存档于2020-11-01） （日语）.
6. 1 2  . Apple Music. 2020-05-08  [2021-11-28] （中文（香港））.
7. ↑  . Tunebat.   [2022-02-27] （英语）.
8. 1 2 3 4 5  . Real Sound. 2020-05-17  [2020-08-30]. （原始内容存档于2022-04-24） （日语）.
9. ↑  . Real Sound. 2020-04-19  [2021-01-11]. （原始内容存档于2022-02-27） （日语）.
10. 1 2  Stern, Bardley. . MuuMuse. 2020-05-08  [2021-09-17]. （原始内容存档于2021-12-17） （英语）.
11. 1 2  . rockin'on. 2020-05-08  [2020-08-30]. （原始内容存档于2022-04-30）.
12. 1 2  . Oricon. 2020-05-08  [2020-06-24]. （原始内容存档于2020-06-26） （日语）.
13. 1 2  . Oricon. 2020-05-20  [2020-06-24]. （原始内容存档于2020-05-20） （日语）.
14. 1 2  . Oricon. 2020-05-13  [2020-06-24]. （原始内容存档于2020-05-18） （日语）.
15. 1 2  . Billboard JAPAN. 2020-05-13  [2020-06-24]. （原始内容存档于2012-07-11） （日语）.
16. 1 2  . Billboard JAPAN. 2020-05-13  [2020-06-24]. （原始内容存档于2020-06-14） （日语）.
17. 1 2  . Billboard JAPAN. 2020-05-20  [2020-06-24]. （原始内容存档于2020-06-26） （日语）.
18. 1 2  . Recording Industry Association of Japan.   [2022-02-20] （日语）. 在下拉菜单选择“2020年7月”
19. 1 2  . Billboard.   [2021-12-27]. （原始内容存档于2021-12-27） （英语）.
20. 1 2  . HITO日亞排行榜.   [2022-04-03]. （原始内容存档于2020-06-13） （中文（臺灣））.
21. 1 2 3  . Barks. 2020-07-27  [2020-08-30]. （原始内容存档于2022-04-30） （日语）.
22. 1 2 3  由子. . 攝影札記. 2020-07-31  [2020-08-31]. （原始内容存档于2021-04-12） （中文（香港））.
23. 1 2 3 4  . . 2020-07-28  [2020-10-17]. （原始内容存档于2022-04-30） （日语）.
24. ↑  熊, 文浩. . 香港01. 2020-07-30  [2020-08-24]. （原始内容存档于2022-04-30） （中文（香港））.
25. 1 2  . Hikaru Utada於YouTube. 2020-07-29  [2022-07-24]. （原始内容存档于2022-07-24） （日语）.
26. ↑  . OTOTOY. 2020-04-20  [2020-10-10]. （原始内容存档于2022-04-30） （日语）.
27. ↑  . KKBOX. 2020-05-13  [2021-12-02] （中文（臺灣））.
28. ↑  . 喜愛日本 Like Japan於Facebook. 2020-05-08  [2022-01-02]. （原始内容存档于2022-04-30） （中文（香港））.
29. ↑  . Sony Music. 2020-05-08  [2020-10-10].
30. ↑  . CSS Design Awards. 2020-05-29  [2020-10-17]. （原始内容存档于2021-04-21） （英语）.
31. ↑  DJ Cathy. . KKBOX. 2020-05-11  [2021-12-22]. （原始内容存档于2022-04-30） （中文（臺灣））.
32. ↑  . . Real Sound. 2022-01-20  [2022-01-23]. （原始内容存档于2022-01-20） （日语）.
33. ↑  . Hikaru Utada於YouTube. 2020-04-12  [2020-06-24]. （原始内容存档于2020-06-17） （日语）.
34. ↑  . Oricon.   [2022-03-31]. （原始内容存档于2022-03-28）.
35. ↑  . Billboard JAPAN.   [2021-06-24]. （原始内容存档于2020-12-03） （日语）.
36. ↑  . HITO日亞排行榜.   [2022-04-03]. （原始内容存档于2021-01-29） （中文（臺灣））.

## 外部連結
- 宇多田光 數碼單曲Time歌詞網站（页面存档备份，存于）（日語）